# Takumi-kun series 3 - Bidō no detail
Takumi-kun series 3 - Bidō no detail (タクミくんシリーズ3「美貌のディテイル」?, Takumi-kun shīrizu 3 - Bidō no diteiru, lett. "Il portatore di bellezza") è un film del 2010 diretto da Takeshi Yokoi.
Si tratta del terzo film live action yaoi tratto dall'omonima serie di light novel di genere shōnen'ai di Shinobu Gotou.

## Trama
Takumi è stato promosso al 3º anno e viene a sapere che non potrà più condividere la stanza al dormitorio con Giichi, il quale oltretutto al rientro dalle vacanze estive (era stato in USA) pare comportarsi in una maniera un po' strana: sembra che lo voglia evitare di proposito. Eletto presidente del consiglio studentesco sembra un uomo del tutto cambiato, ha modificato il taglio di capelli e l'atteggiamento verso gli altri.
Takumi, profondamente ferito dall'atteggiamento freddo e scostante di quello che credeva esser ormai il suo ragazzo, deve anche far i conti col riemergere improvviso del suo problema psicologico. Assieme alla paura verso i contatti fisici di qualsiasi tipo, tutta una serie d'insicurezze e timori riguardanti il loro rapporto amoroso fanno breccia nel cuore di Takumi, soprattutto dopo aver fatto la sua conoscenza con Arata.

## Personaggi
- Kyōsuke Hamao è Takumi
- Daisuke Watanabe è Giichi
- Yukihiro Takiguchi è Shozou: il miglior amico di Giichi, serio e onesto, oltre ad esser molto intelligente. Cercherà assieme a Takumi di trovar una risposta al repentino voltafaccia dimostrato da Gii nei confronti del fidanzato.
- Ryoma Baba è Arata: un ragazzo molto ricco e popolare che sembra disprezzar sommamente Giichi; è il nuovo compagno di stanza di Takumi.
- Bishin Kawasumi è Kanemitsu
- Mio Akaba è Toshihisa
- Yasuka Saito è Masataka